# Trêve maritime perpétuelle de 1853
 (février 2025).
Le contenu est difficilement compréhensible vu les erreurs de traduction, qui sont peut-être dues à l'utilisation d'un logiciel de traduction automatique.
La Trêve maritime perpétuelle de 1853 étaitt un traité signé entre les Britanniques et les souverains des émirats du sud du Golfe Persique, qui allaient plus tard devenir connus sous le nom d'États de la Trêve et aujourd'hui sous celui des Émirats Arabes Unis. Ce traité faisait suite à la soumission effective de la fédération maritime des Qawasim (singulier Al Qasimi) et d'autres établissements côtiers du sud du Golfe par les forces britanniques, après la Campagne du Golfe Persique de 1819 (en), une expédition punitive lancée depuis Bombay contre Ras Al Khaimah, et qui aboutit à la signature du Traité maritime général de 1820 (en).
La Trêve Maritime Perpétuelle fut conçue par le résident politique britannique dans le Golfe Persique, le colonel Samuel Hennell (en), après une série de traités saisonniers destinés à préserver la paix en mer entre les communautés côtières de la région pendant la saison annuelle de la récolte des perles. Elle fut signée en août 1853 par les souverains de la région lors de réunions à Basidu sur l'île de Qeshm et à Bouchehr.

## Contexte historique
Après des décennies d'incidents où les navires britanniques avaient été attaqués par les Qawasim, une force maritime arabe agressive opposée à l'hégémonie britannique dans le golfe Persique, une armée expéditionnaire partit de Bombay, à la demande de la Compagnie britannique des Indes orientales, en direction de Ras Al Khaimah en 1809. Cette armée bombarda Ras Al Khaimah, mais ne l'envahit pas. Cette campagne conduisit à la signature d'un traité de paix entre les Britanniques et Hassan bin Rahma Al Qasimi (en), le chef des Qawasim. Après l'effondrement de cet accord en 1815 et plusieurs incidents maritimes, en novembre 1819, les Britanniques lancèrent une nouvelle expéditions punitive contre les Qawasim, menée par le major-général William Keir Grant (en), qui se rendit à Ras Al Khaimah avec une troupe de 3 000 soldats. Les Britanniques proposèrent à leur allié (et ennemi acharné des Qawasim), Saïd ben Sultan al-Busaïd, qu'il les aide dans leur expéditions. Celui-ci envoya une troupe de 600 hommes et deux navires,.
Après l'invasion et le pillage de Ras Al Khaimah, ainsi que des villes de Rams et Dhayah (en), la troupe expéditionnaire britannique bombarda la ville et établit une garnison de 800 sepoys et d'artillerie, avant de visiter Al Jazirah Al Hamra (en), qui se révéla être déserte. Ils poursuivirent en bombardant et détruisant les fortifications et les grands navires des communautés côtières de Umm Al Quwain, Ajman, Fasht, Charjah, Abu Hail (en) et Dubaï. Dix navires qui s'étaient réfugiés à Bahreïn furent également détruits. La Royal Navy ne subit aucune perte durant l'action.
Le Traité Maritime Général de 1820 suivit, signé initialement par les dirigeants d'Abu Dhabi, Sharjah, Ajman, Umm Al Quwain et le cheikh déposé de Ras Al Khaimah (qui signa en tant que cheikh de Khatt et Falaya) et la Grande-Bretagne en janvier 1820. Bahreïn adhéra au traité en février suivant. Le traité interdisait la piraterie dans le golfe Persique, interdisait l'esclavage et obligeait tous les navires utilisables à être enregistrés auprès des forces britanniques en arborant des drapeaux distinctifs rouges et blancs qui existent aujourd'hui comme les drapeaux des émirats respectifs.

## Traités maritimes saisonniers
En 1829, une série de conflits prolongés éclatèrent entre Abu Dhabi et ses voisins du nord, impliquant principalement Sharjah et Ras Al Khaimah, et plus tard la ville nouvellement sécessionniste de Dubaï. Ceux-ci culminèrent en un blocus d'Abu Dhabi par les dirigeants de Ras Al Khaimah, Ajman et Lingeh en 1833. Une paix de courte durée fut arrangée, suivie d'un accord plus durable en 1834, selon lequel Abu Dhabi accepta que le peuple de Dubaï soit soumis à Sharjah. 
Le conflit, le plus durable et le plus dommageable jusqu'à présent entre les communautés côtières du golfe Persique, prépara le terrain pour la Trêve Maritime Perpétuelle de 1853, commençant par une série de traités négociés par les Britanniques afin de couvrir une trêve pour la saison annuelle de la perliculture, en vigueur à partir de 1835. Hennell conçut l'idée d'une trêve maritime entre les cheikhdoms du Golfe, qui consoliderait les dispositions déjà convenues dans le Traité Maritime Général de 1820. Le nouveau traité s'appliquerait à la saison de la perliculture, de mai à novembre, et lierait tous les dirigeants à éviter les hostilités en mer, à accorder une réparation complète pour toute infraction commise par leurs sujets, à éviter les représailles mais à signaler les incidents au Résident, à informer le Résident si des hostilités étaient envisagées à la fin de la trêve et, en retour, obliger le Résident à faire respecter la trêve et à agir pour obtenir des réparations pour toute blessure infligée par les sujets d'un dirigeant à ceux d'un autre.
Le traité fit effectivement des Britanniques les principaux médiateurs de la paix dans la région et fut reçu avec enthousiasme lors d'une réunion à Bassaïdou, sur l'île de Qeshm, entre Sultan bin Saqr Al Qasimi (en), dirigeant de Ras Al Khaimah et Sharjah, et Shakhbut bin Dhiyab Al Nahyan (en), dirigeant d'Abu Dhabi. Les deux dirigeants approuvèrent l'idée et Hennell invita Obeid bin Said bin Rashid (en) de Dubaï et Rashid bin Humaid Al Nuaimi d'Ajman à les rejoindre. La trêve, telle que proposée par Hennell, fut signée par les quatre dirigeants à Bushire le 21 août 1835. Umm Al Quwain, à l'époque sous la domination de Ras Al Khaimah, ne signa donc pas indépendamment. Bien qu'elle ait été signée en août, le traité liait ses signataires de mai 1835 à novembre 1835, garantissant ainsi la paix en mer pendant la saison économiquement importante de la perliculture annuelle.
Hennell rapporta que la nouvelle "arriva de tous côtés de la joie et de la satisfaction diffusées parmi les habitants de toute la côte arabe du Golfe, à l'annonce de l'établissement de la Trêve."

## Trêve Perpétuelle
Célébrée comme un grand succès, la trêve saisonnière de Hennell devait être renouvelée les années suivantes, devenant un accord annuel à partir de 1838, et non plus uniquement un arrangement pour la saison de la perle. La série de trêves conduisit les émirats signataires du Golfe inférieur à être désignés sous le nom d'« Émirats Truciaux ». Le 1er juin 1843, un traité de dix ans fut signé par les dirigeants.
La Trêve Maritime Perpétuelle du 4 mai 1853 fut alors conclue. La trêve perpétuelle interdisait tout acte d'agression en mer et fut signée par Abdulla bin Rashid Al Mualla d'Umm Al Quwain ; Humaid bin Rashid Al Nuaimi d'Ajman ; Saeed bin Butti (en) de Dubaï ; Saeed bin Tahnun Al Nahyan (en) (« Chef des Beniyas ») et Sultan bin Saqr Al Qasimi (en) (« Chef des Joasmees »). Bien qu'elle fût l'aboutissement de la diplomatie et de la pacification de Hennell entre les dirigeants truciaux, le traité perpétuel fut en réalité signé du côté britannique par l'ancien adjoint et successeur de Hennell, Arnold Burrowes Kemball (en). Trois des dirigeants signataires signèrent en tant que « Chef » de leurs villes (Umm Al Quwain, Ajman et Dubaï) et deux, Saeed bin Tahnoon et Sultan bin Saqr, signèrent en tant que chefs de leurs tribus - les Bani Yas et les Qawasim, respectivement.
Le traité établissait effectivement un protectorat britannique sur la Côte truciale, les dirigeants s'engageant à soumettre tout différend ou acte d'agression au Résident britannique, qui résidait à Sharjah, ou au « Commodore à Bassidore », et à se soumettre à leur jugement. Ce protectorat, renforcé par l'Accord exclusif de 1892, dura jusqu'au retrait britannique des États truciaux en 1971 et la fondation des Émirats Arabes Unis le 2 décembre 1971.